# Moritz Schularick
Moritz Schularick (* 1975 in Berlin) ist ein deutscher Volkswirt. Er ist Präsident des Kiel Instituts für Weltwirtschaft (IfW).

## Leben
Schularick studierte ab 1995 an der Humboldt-Universität zu Berlin sowie an der Universität Paris VII und erhielt dort 1998 die Maîtrise. Anschließend wechselte er mit Stipendium des DAADs an die London School of Economics and Political Science, wo er 1999 einen M.Sc. erhielt. Einen dritten Abschluss (M.A.) machte er 2000 an der Humboldt-Universität Berlin.
2005 wurde er an der Freien Universität Berlin promoviert, wo er ab 2007 auch als Juniorprofessor lehrte. 2012 folgte er einem Ruf als W3-Professor für Makroökonomik an die Universität Bonn. 2008/09 ging Schularick als Gastprofessor an die Universität Cambridge, 2011/2012 an die Stern School of Business der New York University. Im akademischen Jahr 2015/16 war er Alfred-Grosser-Professor am Institut d’études politiques (SciencesPo) in Paris.
2018 wurde Schularick in die Berlin-Brandenburgische Akademie der Wissenschaften gewählt. 2022 wurde er zum ordentlichen Mitglied der Academia Europaea gewählt. Des Weiteren ist er Mitglied des Exzellenzclusters ECONtribute.
Seit 2023 ist Schularick Präsident des Kiel Instituts für Weltwirtschaft.

## Forschung
In seiner Forschung beschäftigt sich Schularick mit der monetären Makroökonomik, der Globalisierung des Finanzwesens, Finanzmärkten und Vermögenspreisen und den Ursachen von Finanzkrisen und ökonomischer Ungleichheit.
2012 erhielt er ein Schumpeter-Fellowship der Volkswagen-Stiftung zur Erforschung der finanziellen Seite der Globalisierung, der von ihm so bezeichneten Finanzialisierung.
Schularicks Arbeiten zu den Wirtschaftsbeziehungen zwischen China und Amerika, den Ursachen von Populismus sowie zu Renditen verschiedener Anlageklassen sind ebenfalls auf großes Interesse in der Fachwelt und in den Medien gestoßen. Namensbeiträge von Schularick sind unter anderem in der New York Times, der Financial Times und der Süddeutschen Zeitung erschienen.
Der h-Index von Schularick betrug Stand März 2023 37.

## Positionen
Schularick fordert (Stand Mai 2024) die Bundesregierung Scholz auf, mehr für Verteidigung auszugeben. Er sagte, die deutsche Haushaltspolitik sei ein Sicherheitsrisiko für Europa. Um die enormen Lücken in der deutschen Verteidigungsfähigkeit zu schließen, müsse die Bundesrepublik auf absehbare Zeit statt zwei Prozent rund drei Prozent der Wirtschaftsleistung für Verteidigung ausgeben. 
Dies würde eine Nettoneuverschuldung implizieren, zu der die Schuldenbremse gelockert werden müsste.
Die FAZ veröffentlichte einen Gastbeitrag von Schularick und dem britischen Historiker Niall Ferguson mit dem Tenor die Zeit ist gekommen: Deutschland muss aufrüsten.
Gemeinsam mit seinen Fachkollegen Clemens Fuest, Michael Hüther und Jens Südekum konzipierte er kurz nach der Bundestagswahl 2025 eine Ausnahme von der Schuldenbremse für die in seinen Augen unerlässlichen Rüstungsausgaben, um Deutschland und Europa wieder verteidigungsfähig zu machen. Zusammengebracht wurde das parteiübergreifende Ökonomen-Quartett von Jakob von Weizsäcker (SPD).

## Ehrungen
- 2018: Gossen-Preis des Vereins für Socialpolitik[17]
- 2022: Gottfried Wilhelm Leibniz-Preis

## Werke
- Moritz Schularick (Ed.): Leveraged: The New Economics of Debt and Financial Fragility, 2022, University of Chicago Press, ISBN 978-0-226-81693-7, https://doi.org/10.7208/chicago/9780226816944.001.0001
- Der entzauberte Staat. Was Deutschland aus der Pandemie lernen muss. C. H. Beck, München 2021, ISBN 978-3-406-77782-0 (mit Anmerkungen).
- Moritz Kuhn, Moritz Schularick, Ulrike Isabel Steins: Income and Wealth Inequality in America, 1949–2016. In: Journal of Political Economy, 2020, doi:10.1086/708815.
- Alina Bartscher, Moritz Kuhn, Moritz Schularick: The College Wealth Divide: Education and Inequality in America, 1956–2016. In: Federal Reserve Bank of St. Louis Review 102(1), 2020, S. 19–49, doi:10.20955/r.102.19-49.
- Katharina Knoll, Moritz Schularick and Thomas Steger: No Price Like Home, American Economic Review, 2017, 107: 331–353.
- Manuel Funke, Moritz Schularick, Christoph Trebesch: Going to Extremes: Politics after Financial Crises, European Economic Review, 2016, 88: 227–260.
- Oscar Jordà, Moritz Schularick, Alan Taylor: The Great Mortgaging: Housing Finance, Crises, and Business Cycles, Economic Policy, 2016, 85: 107–152
- Oscar Jordà, Moritz Schularick, Alan Taylor: Betting the House, Journal of International Economics, 2015, 96: 2–18.
- Oscar Jordà, Moritz Schularick, Alan Taylor: Leveraged Bubbles, Journal of Monetary Economics, 2015, 76: 1–20.
- Moritz Schularick, Alan Taylor: Credit Booms Gone Bust: Monetary Policy, Leverage Cycles, and Financial Crises, American Economic Review, 2012, 102: 1029–1061.
- Niall Ferguson, Moritz Schularick: The End of Chimerica, International Finance, 2011, 14: 1–26.
- Niall Ferguson, Moritz Schularick: Chimerica and global asset markets. (PDF) 2006, abgerufen am 11. Juli 2014.